# Pro-Música Brasil

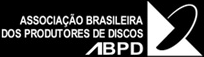
Ehemaliges Logo der ABPD

Pro-Música Brasil (Produtores Fonográficos Associados) (portugiesisch für „Zusammengeschlossene Musikproduzenten“; kurz PMB), bis 2016 Associação Brasileira dos Produtores de Discos (ABPD), ist eine Verwertungsgesellschaft, die die Musikindustrie in Brasilien vertritt. Der Verband ist deren einzig offizielle Vertretung der Interessen im Land und die brasilianische Landesgruppe der IFPI.

## Gründung und Aufgaben
Die Gesellschaft zur Interessenvertretung der brasilianischen Phonoindustrie wurde im April 1958 in Brasilien gegründet und ist die größte Organisation der brasilianischen Musikindustrie. Der Verband setzt sich für die Modernisierung der dortigen Musikindustrie ein und bekämpft illegalen Erwerb und Verkauf von Musik. Zu diesem Zweck gründete die ABPD eine auf dieses Thema spezialisierte Tochtergesellschaft, die Association for the Protection of the Intellectual Property Rights of the Phonographic Industry, kurz APDIF.
Auszeichnungen für Musikverkäufe werden nach im Land verkauften Einheiten vergeben. Die Vergabe der Zertifizierungen erfolgt seit dem Jahr 1990. Im November 2017 wurde die Auszeichnung für digitale Medien in die bisherigen Auszeichnungen für physische Tonträger eingegliedert.

## Verleihungsgrenzen der Tonträgerauszeichnungen
Die Auszeichnungen werden ausnahmslos abhängig vom jeweiligen Veröffentlichungsdatum des Tonträgers vergeben. Wird also ein Album von 2003 im Jahre 2021 zertifiziert, gilt die Verkaufsgrenze von 2003.
Bis 2007 wurden Auszeichnungen nur für CD-Alben, sowie Videoalben vergeben. 2008 wurden gesondert davon digitale Album-Verkäufe und digitale Single-Verkäufe (kombinierte Downloads & Klingeltöne) mit eigener Verleihungsgrenze ausgezeichnet.
Seit 2017 werden Alben aller Formate (Physisch, Downloads, sowie Musikstreaming) zusammengefasst. Bei den Single-Auszeichnungen wird seitdem ebenfalls Streaming mit einberechnet.

### National
| Auszeichnung | bis 2003  | 2004–2005 | 2006–2009 | seit 2010 a |
| ------------ | --------- | --------- | --------- | ----------- |
| Gold         | 100.000   | 50.000    | 50.000    | 40.000      |
| Platin       | 250.000   | 125.000   | 100.000   | 80.000      |
| 2× Platin    | 500.000   | 250.000   | 200.000   | 160.000     |
| 3× Platin    | 750.000   | 375.000   | 300.000   | 240.000     |
| Diamant      | 1.000.000 | 500.000   | 500.000   | 300.000     |

| Auszeichnung | 2008–2016 b |
| ------------ | ----------- |
| Gold         | 50.000      |
| Platin       | 100.000     |
| 2× Platin    | 200.000     |
| 3× Platin    | 300.000     |
| Diamant      | 500.000     |

| Auszeichnung | bis 2016 | seit 2017 |
| ------------ | -------- | --------- |
| Gold         | 50.000   | 40.000    |
| Platin       | 100.000  | 80.000    |
| 2× Platin    | 200.000  | 160.000   |
| 3× Platin    | 300.000  | 240.000   |
| Diamant      | 500.000  | 300.000   |

- 2008 bis 2016: DMS
- seit 2017: Single

| Auszeichnung | bis 2005 | seit 2006 |
| ------------ | -------- | --------- |
| Gold         | 25.000   | 25.000    |
| Platin       | 50.000   | 50.000    |
| 2× Platin    | —        | 100.000   |
| 3× Platin    | —        | 150.000   |
| Diamant      | 100.000  | 250.000   |

### International
| Auszeichnung | bis 2000  | 2001–2005 | 2006–2009 | seit 2010 d |
| ------------ | --------- | --------- | --------- | ----------- |
| Gold         | 100.000   | 50.000    | 30.000    | 20.000      |
| Platin       | 250.000   | 125.000   | 60.000    | 40.000      |
| 2× Platin    | 500.000   | 250.000   | 120.000   | 80.000      |
| 3× Platin    | 750.000   | 375.000   | 180.000   | 120.000     |
| Diamant      | 1.000.000 | 500.000   | 250.000   | 160.000     |

| Auszeichnung | 2008–2016 e |
| ------------ | ----------- |
| Gold         | 30.000      |
| Platin       | 60.000      |
| 2× Platin    | 120.000     |
| 3× Platin    | 180.000     |
| Diamant      | 250.000     |

| Auszeichnung | bis 2016 | seit 2017 |
| ------------ | -------- | --------- |
| Gold         | 30.000   | 20.000    |
| Platin       | 60.000   | 40.000    |
| 2× Platin    | 120.000  | 80.000    |
| 3× Platin    | 180.000  | 120.000   |
| Diamant      | 250.000  | 160.000   |

- 2008 bis 2016: DMS
- seit 2017: Single

| Auszeichnung | bis 2005 | seit 2006 |
| ------------ | -------- | --------- |
| Gold         | 25.000   | 15.000    |
| Platin       | 50.000   | 30.000    |
| 2× Platin    | —        | 60.000    |
| 3× Platin    | —        | 90.000    |
| Diamant      | 100.000  | 125.000   |